# Gorgonocephalus
Genre
Gorgonocephalus est un genre d'ophiures (échinodermes) de la famille des Gorgonocephalidae.

## Description

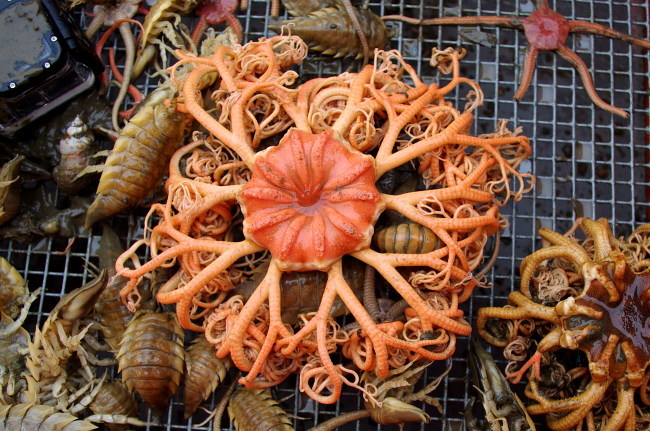
Gorgonocephalus arcticus remontée dans un filet.

Ce sont des ophiures géantes aux bras nombreux et très ramifiées, qui vivent dans les eaux froides des abysses et à plus faible profondeur dans les océans glacials. Ces bras sont couverts d'une épaisse peau recouvrant les plaques, ce qui est inhabituel chez les ophiures. 
Avec leur disque central large et souvent bombé, les anglophones leur ont donné le surnom de « basket stars » (étoiles-paniers). 
Certaines espèces de ce genre peuvent dépasser 1 m de diamètre, ce qui en fait les plus grosses ophiures connues.
La plupart des autres genres de la famille Gorgonocephalidae comme Astrocladus partagent cette morphologie et ce surnom.
Ces espèces se nourrissent principalement de zooplancton et notamment de krill (crevettes planctoniques) comme Meganyctiphanes norvegica.

## Liste des espèces
Selon World Register of Marine Species (26 novembre 2013) : 
- Gorgonocephalus arcticus Leach, 1819 -- Atlantique nord-ouest et Arctique
- Gorgonocephalus caputmedusae (Linnaeus, 1758) -- Atlantique nord-est (profond)
- Gorgonocephalus chilensis (Philippi, 1858) -- Sud de l'Amérique du Sud et Antarctique
- Gorgonocephalus diomedeae Lütken & Mortensen, 1899 -- Amérique centrale pacifique
- Gorgonocephalus dolichodactylus Döderlein, 1911 -- Australie australe et Nouvelle-Zélande
- Gorgonocephalus eucnemis (Müller & Troschel, 1842) -- Pacifique nord profond (du Japon à la Californie) et Arctique
- Gorgonocephalus lamarckii (Müller & Troschel, 1842) -- Atlantique nord
- Gorgonocephalus pustulatum (H.L. Clark, 1916) -- Afrique du sud
- Gorgonocephalus sundanus Döderlein, 1927 -- Nouvelle-Zélande et peut-être jusqu'en Indonésie
- Gorgonocephalus tuberosus Döderlein, 1902 -- Japon

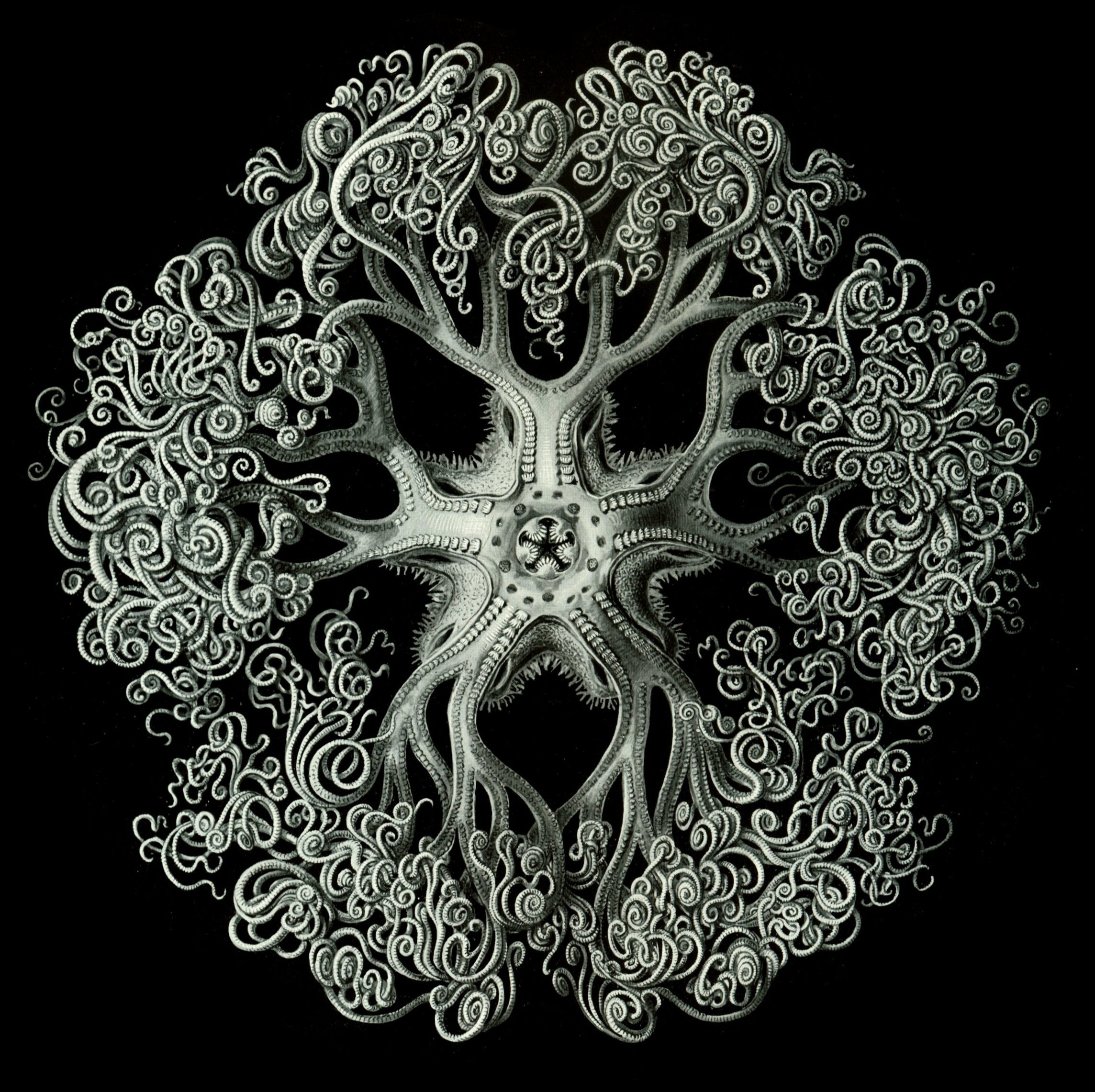
Gorgonocephalus par Ernst Haeckel (1904)
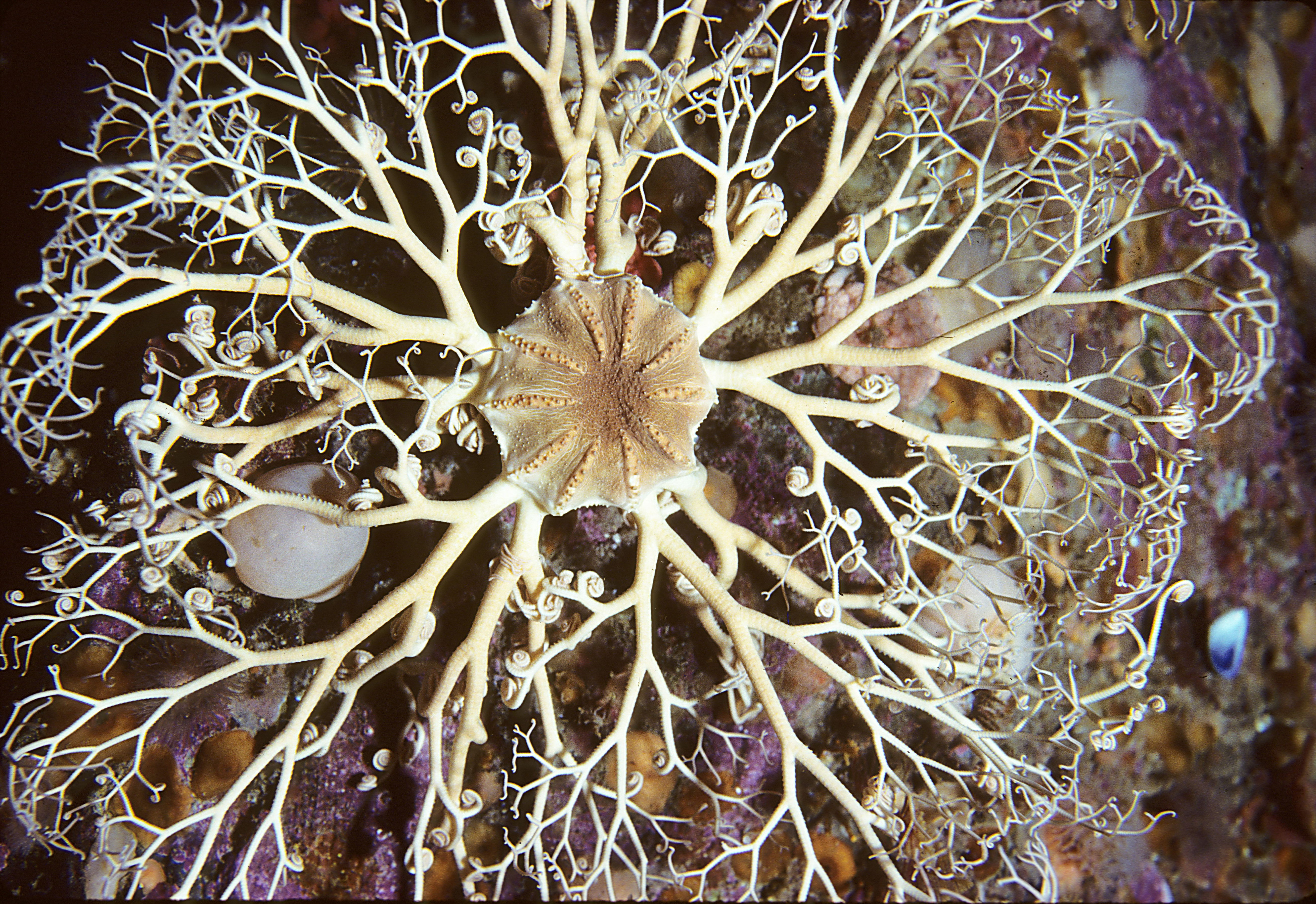
Gorgonocephalus arcticus
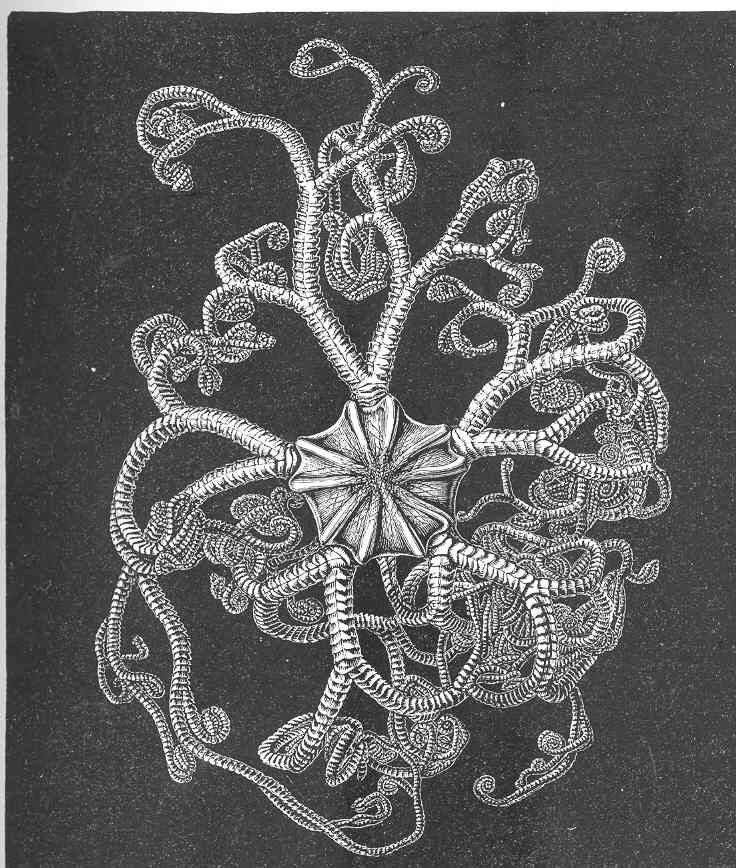
Gorgonocephalus caputmedusae
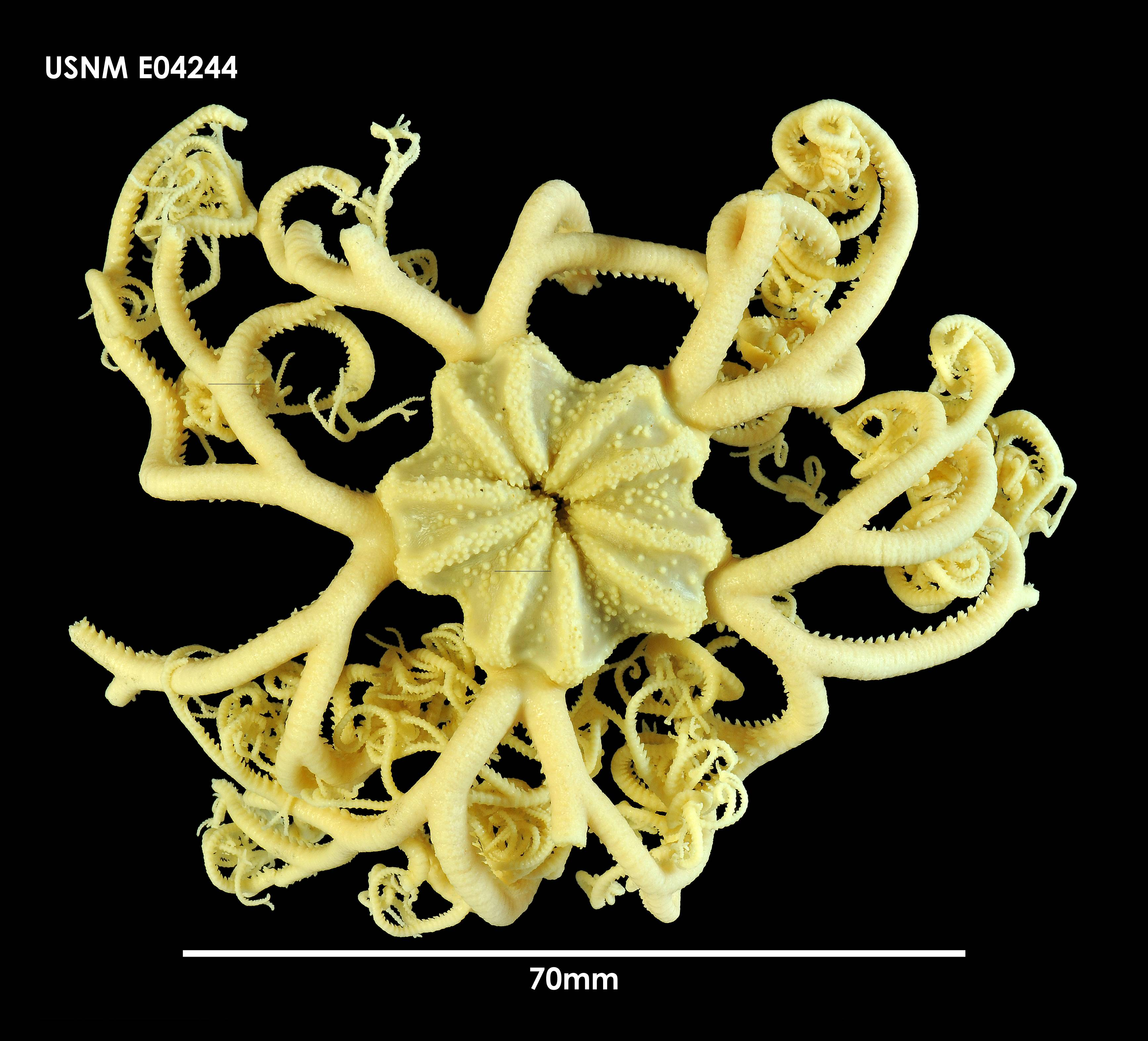
Gorgonocephalus chilensis
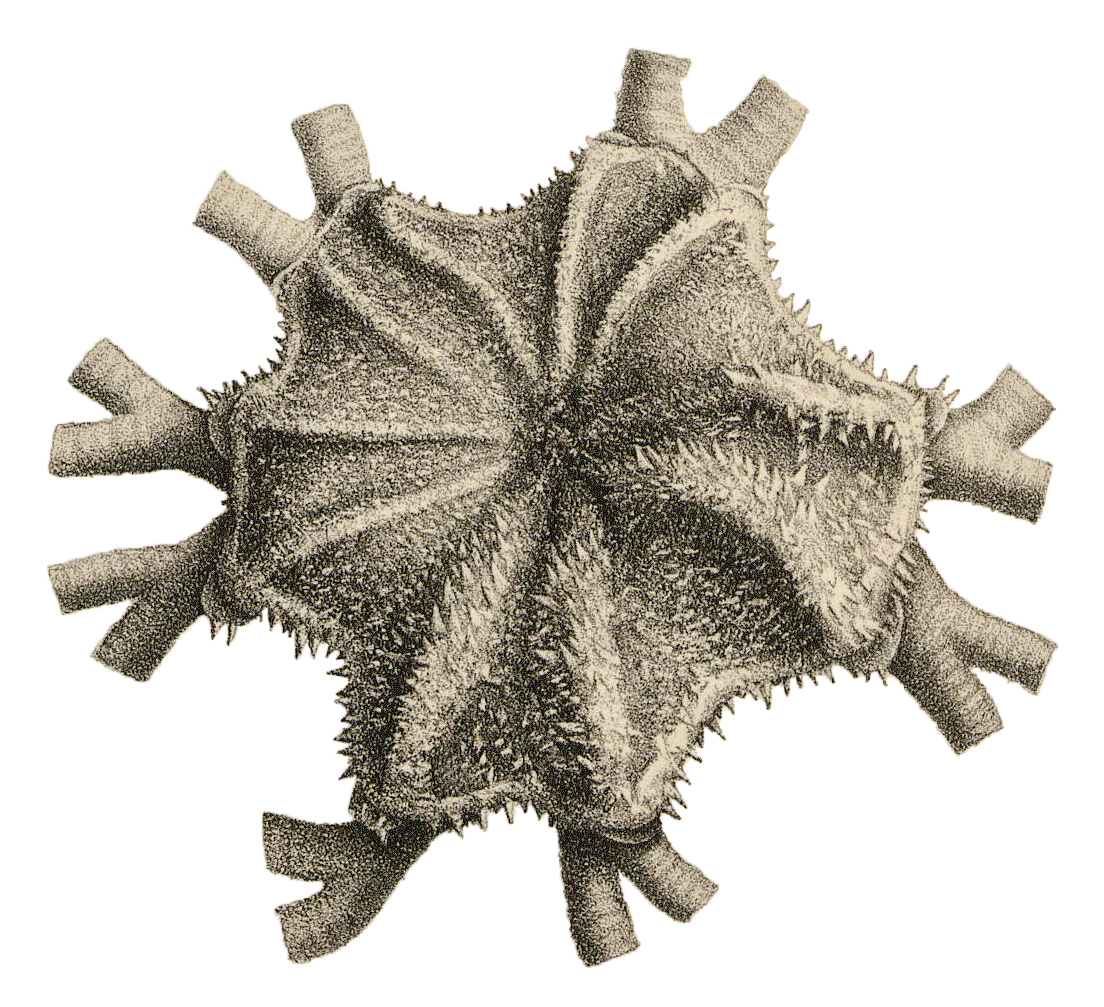
Gorgonocephalus diomedeae (disque central)
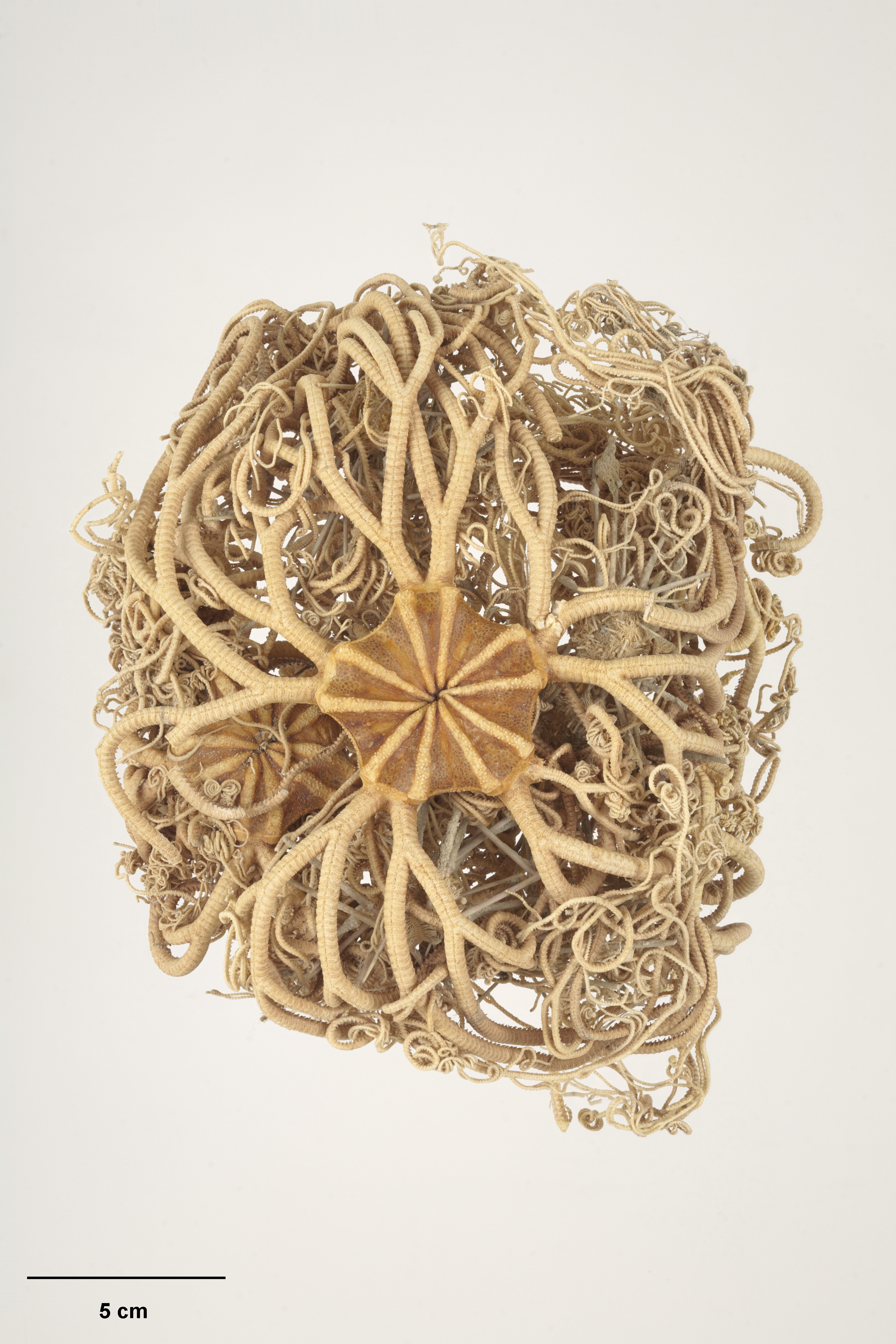
Gorgonocephalus dolichodactylus
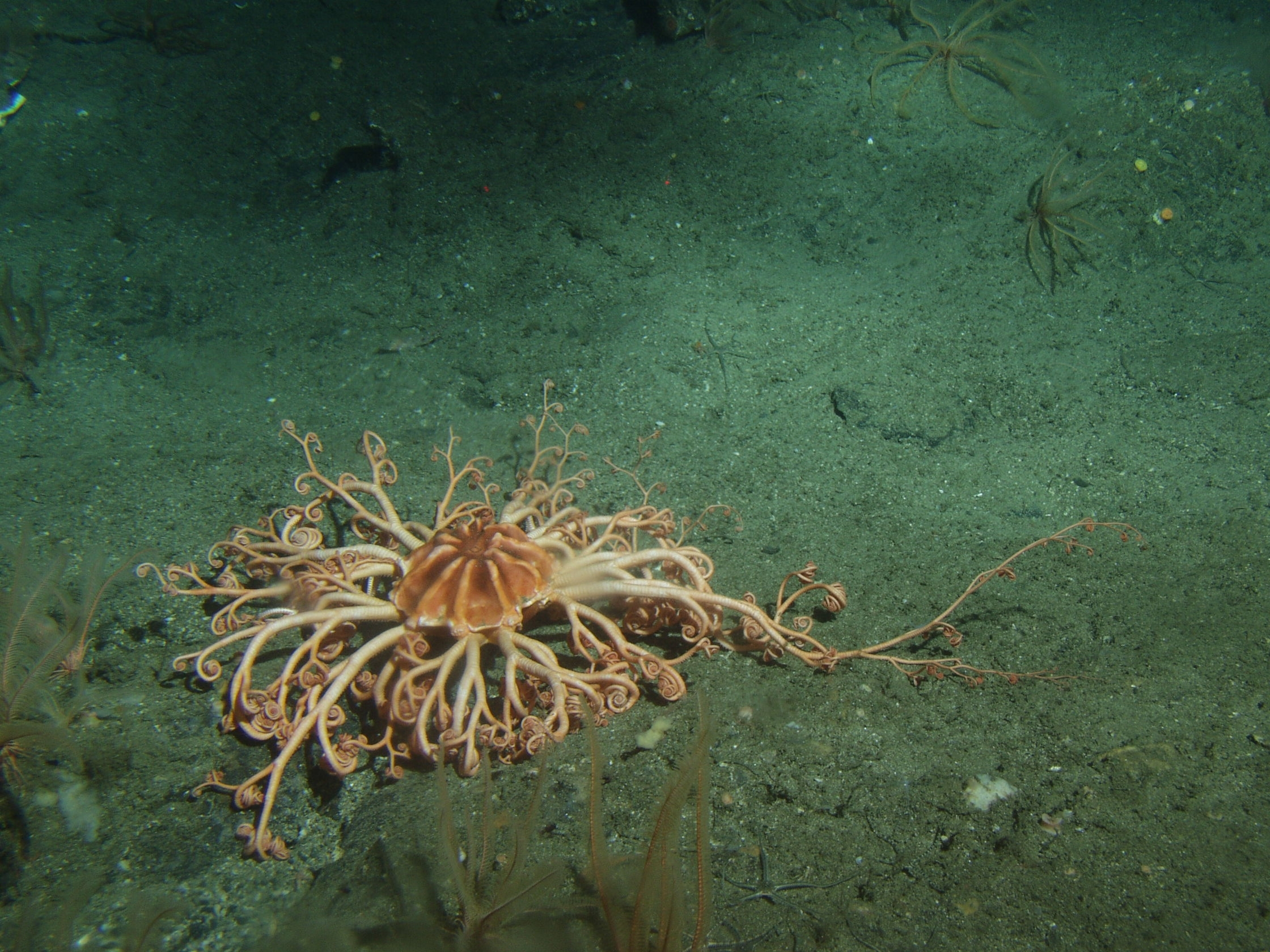
Gorgonocephalus eucnemisin
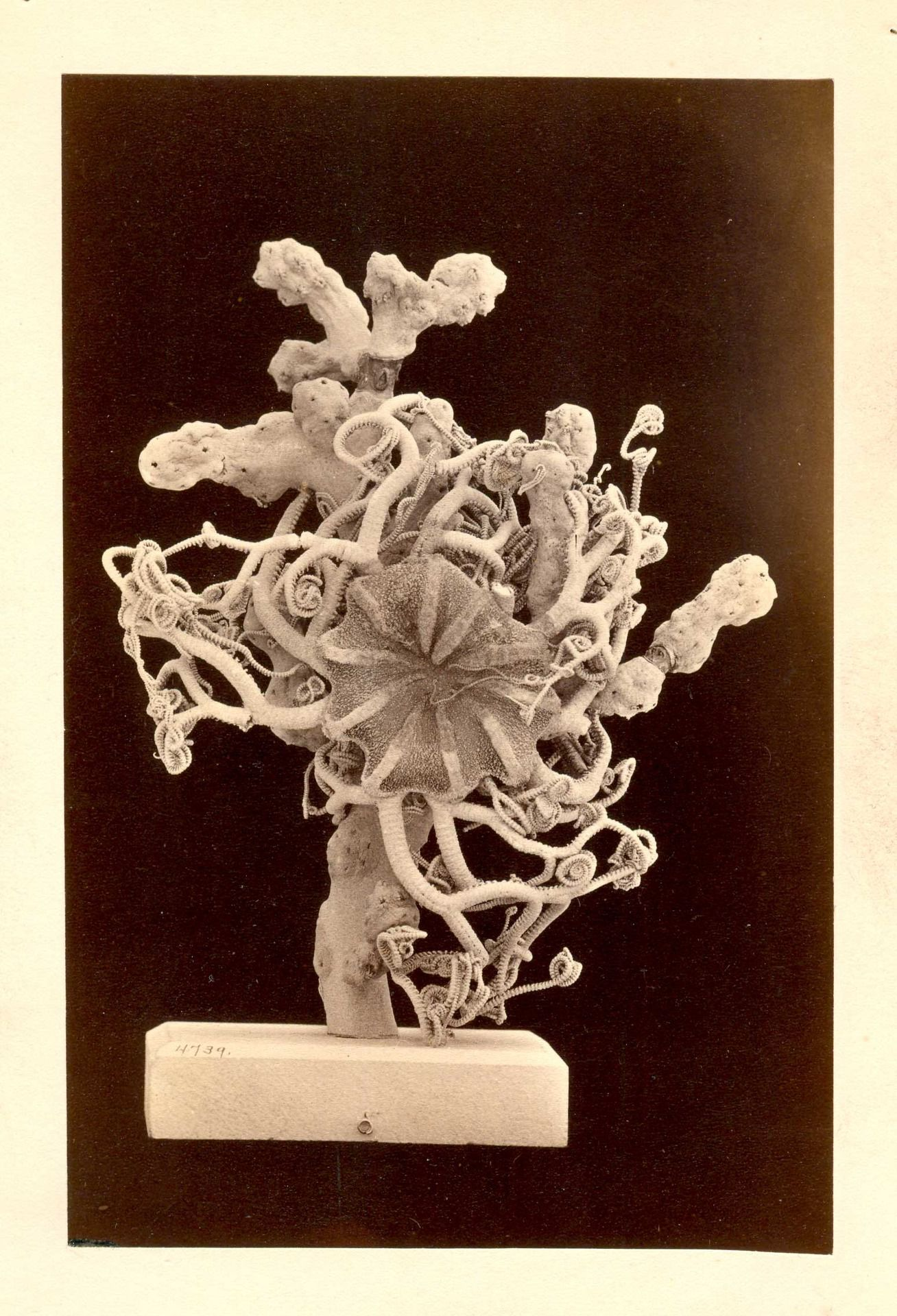
Gorgonocephalus lamarckii
Gorgonocephalus pustulatum